# Byron Howard
Byron P. Howard (Misawa, 26 de diciembre de 1968) es un director, animador, guionista, artista de historia y actor de voz estadounidense. Ganador del Premio Óscar a la mejor película de animación por su cinta Zootopia (2016) y Encanto (2021).
Actualmente Howard trabaja para Walt Disney Animation Studios.

## Biografía
Howard inició su carrera como jefe de animación en las películas de Disney Lilo & Stitch y Brother Bear. Más tarde se convertiría en el director de las películas del estudio Bolt y Tangled.
En 2012, se lanzó el corto de Tangled, Tangled Ever After (Enredados para siempre), dirigido y escrito por Howard y su codirector Nathan Greeno, con quien ya había dirigido con él la película.
En mayo de 2013, se anunció que Byron estaría dirigiendo una nueva película animada cómica sobre animales. Unos meses más tarde, se anunció que podría llamarse Zootopia, junto a Rich Moore y Jared Bush como codirector, y tiene como lanzamiento oficial el 2 de diciembre de 2015.

## Filmografía

### Director y escritor
- 2008. Bolt - (Dirigida junto a Chris Williams y Material de guion adicional).
- 2010. Tangled - (Dirigida junto a Nathan Greno).
- 2012. Tangled Ever After - (Escrito y Dirigido junto a Nathan Greno). (Corto)
- 2016. Zootopia - (Dirigida junto a Rich Moore y Jared Bush).
- 2021. Encanto (Dirigida junto a Jared Bush)

### Animador, artista de historia y productor
- 1995. Pocahontas. (Animador)
- 1998. Mulan. (Animador de Yao y The Ancestors)
- 2000. John Henry . (Supervisor de animación de John Henry)
- 2002. Lilo & Stitch. (Diseñador de personajes y supervisor de animación de Cobra Bubbles)
- 2003. Brother Bear. (Supervisor de animación del Oso Kenai)
- 2005. Chicken Little. (Artista de historia adicional)
- 2006. Brother Bear 2. (Supervisor de animación del Oso Kenai)
- 2009. Super Rhino. (Corto, productor ejecutivo)

## Premios y nominaciones
Premios Óscar
| Año  | Categoría                   | Película    | Resultado |
| ---- | --------------------------- | ----------- | --------- |
| 2009 | Mejor Película de Animación | Bolt        | Nominado  |
| 2017 | Mejor Película de Animación | Zootrópolis | Ganador   |